# Antonio Ortiz Mena
Pour les articles homonymes, voir Ortiz.
Antonio Ortiz Mena né le 16 avril 1907 à Parral et décédé le 12 mars 2007 à Mexico. Il est un homme politique mexicain. Secrétaire des Finances et du Crédit Public de 1958 à 1970 et Président de la Banque interaméricaine de développement (BID) de 1971 à 1988.